# Jesse Boulerice
Jesse Boulerice (* 10. August 1978 in Plattsburgh, New York) ist ein ehemaliger US-amerikanischer Eishockeyspieler, der im Verlauf seiner aktiven Karriere zwischen 1995 und 2011 unter anderem 172 Spiele für die Philadelphia Flyers, Carolina Hurricanes, St. Louis Blues und Edmonton Oilers in der National Hockey League auf der Position des rechten Flügelstürmers bestritten hat. Hauptsächlich kam Boulerice, der den Spielertyp des  Enforcers verkörperte, in der American Hockey League zum Einsatz.

## Karriere
Jesse Boulerice begann seine Karriere als Eishockeyspieler bei den Detroit Whalers, für die er von 1995 bis 1997 in der Ontario Hockey League spielte. In dieser Zeit wurde er im NHL Entry Draft 1996 von den Philadelphia Flyers aus der National Hockey League in der fünften Runde als insgesamt 133. Spieler ausgewählt. Nach einem weiteren Jahr in der OHL bei den Plymouth Whalers wurde er 1998 erstmals in den Kader des Farmteams der Flyers, der Philadelphia Phantoms aus der American Hockey League, berufen.
In den vier Jahren, die Boulerice bis 2002 bei den Flyers unter Vertrag stand, kam er nur in der Saison 2001/02 zu drei Einsätzen für diese in der National Hockey League. In der übrigen Zeit spielte er in der East Coast Hockey League für die New Orleans Brass und Trenton Titans, so wie in der AHL für die Phantoms.
Am 13. Februar 2002 wurde der Angreifer im Tausch für Greg Koehler an die Carolina Hurricanes abgegeben. Während er gegen Ende der Saison 2001/02 noch ausschließlich für Carolinas AHL-Farmteam, die Lowell Lock Monsters aktiv war, stand er die folgenden vier Jahre ausschließlich im NHL-Kader der Hurricanes, wobei er während des Lockout in der NHL-Saison 2004/05 pausierte und für kein anderes Team aktiv war. Am 30. Januar 2006 wurde Boulerice an die St. Louis Blues abgegeben, für die er bis Saisonende noch zwölf Partien in der NHL absolvierte. Bereits am 2. August 2006 wurde der Flügelspieler allerdings von seinem Ex-Team, den Carolina Hurricanes, als Free Agent unter Vertrag genommen. In der folgenden Spielzeit bestritt er nur zwölf Spiele für deren Farmteam, die Albany River Rats aus der AHL, und keines für Carolina.
Am 3. Oktober 2007 nahmen die Philadelphia Flyers Boulerice als Free Agent unter Vertrag, nachdem sie ihn 1996 bereits gedraftet hatten. In der Saison 2007/08 bestritt der Amerikaner nur fünf NHL-Spiele, da er nach einem Stockcheck am 10. Oktober 2007 in das Gesicht von Ryan Kesler, Spieler der Vancouver Canucks, von der Liga für 25 Spiele suspendiert wurde. Die Saison beendete Boulerice schließlich beim Farmteam der Flyers, den Philadelphia Phantoms, mit denen er die Playoffs um den Calder Cup erreichte.
Vor der Saison 2008/09 erhielt Boulerice einen Vertrag in der AHL bei den Lake Erie Monsters, wo er zum Assistenzkapitän ernannt wurde. Zwar erhielt er am 11. November 2008 auch einen Vertrag bei deren Kooperationsteam, der Colorado Avalanche, jedoch wurde er kurz darauf wegen einer Überschreitung des Salary Cap von den Edmonton Oilers verpflichtet. Wiederum nach zur zwei Partien für Edmonton wurde Boulerice von den Oilers aus ihrem Kader gestrichen, ebenfalls wegen einer Überschreitung der Gehaltsobergrenze, so dass er am 21. November 2008 wieder nach Colorado transferiert wurde. Die Saison 2009/10 verbrachte er bei den Wilkes-Barre/Scranton Penguins, wo er zum Stammspieler avancierte. Zum Saisonende statteten ihn die Penguins mit einem weiteren Vertrag aus. Nach der Spielzeit 2010/11 beendete der US-Amerikaner seine aktive Laufbahn.

### International
Boulerice vertrat sein Heimatland bei den Junioren-Weltmeisterschaften 1997 und 1998. Dabei gewann er 1997 die Silbermedaille mit dem US-Team.

## Erfolge und Auszeichnungen
- 1997 Silbermedaille bei der Junioren-Weltmeisterschaft

## Karrierestatistik

### International
Vertrat die USA bei:
- Junioren-Weltmeisterschaft 1997
- Junioren-Weltmeisterschaft 1998

(Legende zur Spielerstatistik: Sp oder GP = absolvierte Spiele; T oder G = erzielte Tore; V oder A = erzielte Assists; Pkt oder Pts = erzielte Scorerpunkte; SM oder PIM = erhaltene Strafminuten; +/− = Plus/Minus-Bilanz; PP = erzielte Überzahltore; SH = erzielte Unterzahltore; GW = erzielte Siegtore; 1 Play-downs/Relegation; Kursiv: Statistik nicht vollständig)